# NGC 4194
NGC 4194 је галаксија у сазвежђу Велики медвед која се налази на NGC листи објеката дубоког неба.
Деклинација објекта је + 54° 31' 35" а ректасцензија 12h 14m 9,7s. Привидна величина (магнитуда) објекта NGC 4194 износи 12,4 а фотографска магнитуда 13,0. Налази се на удаљености од 39,1000 милиона парсека од Сунца. NGC 4194 је још познат и под ознакама UGC 7241, MCG 9-20-119, MK 201, CGCG 269-43, 1ZW 33, VV 261, ARP 160, IRAS 12116+5448, PGC 39068.